# Someone With a Slow Heartbeat
Someone With a Slow Heartbeat je druhá studiová deska třinecké indie rockové kapely Charlie Straight, na které spolupracovali s londýnským producentem Guyem Fixsenem.
Kapela byla založena v roce 2006 a v roce 2009 vydali svou debutovou desku She's a Good Swimmer, za níž získali Anděla, kterého získali ve stejném roce i za klip roku (k písni „Platonic Johny“) a za objev roku. Texty i hudbu napsal Albert Černý (zpěv, kytara). Dalšími členy kapely jsou Jan Cienciala (baskytara), Michal Šupák (klávesy, akordeon, vokály) a Pavel Pilch (bicí).

## Seznam skladeb
1. How do you like my earings?
2. Changing trains
3. Dear Jack & Stacey
4. Tiger in your heart
5. Coco
6. Too many knives
7. Something new
8. Someone with a slow heartbeat
9. Stuck in the mud
10. Institutions of the world
11. 45 days in Tokyo